# Klippmühle (Naturschutzgebiet)
Koordinaten: 51° 36′ 20″ N, 11° 24′ 21″ O
Die Klippmühle ist ein Naturschutzgebiet in der Stadt Mansfeld im Landkreis Mansfeld-Südharz in Sachsen-Anhalt.
Das Naturschutzgebiet mit dem Kennzeichen NSG 0078 ist 8,59 Hektar groß. Es wird vom Landschaftsschutzgebiet „Harz und Vorländer“ umgeben. Das Gebiet steht seit Anfang 1938 unter Schutz (Datum der Verordnung: 12. Januar 1938). Zuständige untere Naturschutzbehörde ist der Landkreis Mansfeld-Südharz.
Das Naturschutzgebiet liegt westlich von Mansfeld im Naturpark Harz/Sachsen-Anhalt (Mansfelder Land). Es stellt einen zum Wippertal abfallenden Steilhang des Wipperberges unter Schutz. Viele Klippen am Steilhang bestehen aus Klippmühlquarzit, für das der Bereich Typusgebiet ist. Eine weitere Gesteinsart der Klippen ist Quarzitschiefer. Beide Gesteinsarten sind hier teilweise aufgeschlossen.
Auf dem nach Westen exponierten Hang stockt ein lückiger Färberginster-Eichenbuschwald mit alten Krüppeleichen, Ebereschen, Birken und Waldkiefern. In der Krautschicht wachsen Schlängelschmiele, Echter Schafschwingel und Besenheide. Der Wald ist Lebensraum zahlreicher Vögel, darunter Wendehals, Gimpel und Goldammer. Auch Sperber, Grauspecht und Schwarzstorch kommen hier vor.